# Indianapolis 500 in 1996
De 80e Indianapolis 500 werd gereden op zondag 26 mei 1996. Het was de eerste keer dat de race op de kalender stond van het Indy Racing League kampioenschap dat op 27 januari van dat jaar voor de eerste keer van start ging. Amerikaans Hemelgarn Racing coureur Buddy Lazier won de race. De race werd overschaduwd door het dodelijke ongeval van Scott Brayton.

## Startgrid
Op de dag van de kwalificatieritten voor de eerste startrijen had Arie Luyendyk de snelste tijd gereden maar zijn tijden van die dag werden geschrapt omdat zijn wagen te licht woog. Daardoor kwam Scott Brayton op poleposition, voor het tweede jaar op rij. Maar tijdens vrije oefenritten op 17 mei kreeg Brayton een klapband waardoor hij hevig crashte en daarbij het leven liet. Zijn teamgenoot Tony Stewart die op dat moment op de tweede plaats gekwalificeerd stond, vertrok vanaf poleposition. De plaats van Brayton werd ingenomen door Danny Ongais, die van de 33e en laatste startplaats vertrok.
| Rij | Binnen              | Midden              | Buiten           |
| --- | ------------------- | ------------------- | ---------------- |
| 1   | Tony Stewart        | Davy Jones          | Eliseo Salazar   |
| 2   | Eddie Cheever       | Buddy Lazier        | Roberto Guerrero |
| 3   | Alessandro Zampedri | Michel Jourdain Jr. | Buzz Calkins     |
| 4   | Davey Hamilton      | Mike Groff          | Michele Alboreto |
| 5   | Stéphan Grégoire    | Mark Dismore        | Richie Hearn     |
| 6   | Johnny Unser        | John Paul Jr.       | Lyn St. James    |
| 7   | Jim Guthrie         | Arie Luyendyk       | Scott Sharp      |
| 8   | Marco Greco         | Robbie Buhl         | Paul Durant      |
| 9   | Racin Gardner       | Brad Murphey        | Johnny Parsons   |
| 10  | Fermín Vélez        | Johnny O'Connell    | Hideshi Matsuda  |
| 11  | Joe Gosek           | Scott Harrington    | Danny Ongais     |

## Race
Tony Stewart, Roberto Guerrero, Davy Jones, Buddy Lazier en Alessandro Zampedri waren de vijf coureurs die afwisselend aan de leiding reden. Lazier nam in de 193e ronde voor de laatste keer de leiding over en won. Zampedri, Guerrero en Salazar crashten zwaar op het moment dat Lazier over de finish reed.
| #                                                                               | Coureur                 | Auto          | Team                    | Ronden | Opgave     |
| ------------------------------------------------------------------------------- | ----------------------- | ------------- | ----------------------- | ------ | ---------- |
| 1                                                                               | Buddy Lazier            | Reynard-Ford  | Hemelgarn Racing        | 200    |            |
| 2                                                                               | Davy Jones              | Lola-Mercedes | Galles Racing           | 200    |            |
| 3                                                                               | Richie Hearn (R)        | Reynard-Ford  | Della-Penna Motorsports | 200    |            |
| 4                                                                               | Alessandro Zampedri     | Lola-Ford     | Team Scandia            | 199    | Ongeval    |
| 5                                                                               | Roberto Guerrero        | Reynard-Ford  | Pagan Racing            | 198    | Ongeval    |
| 6                                                                               | Eliseo Salazar          | Lola-Ford     | Team Scandia            | 197    | Ongeval    |
| 7                                                                               | Danny Ongais            | Lola-Menard   | Team Menard             | 197    |            |
| 8                                                                               | Hideshi Matsuda         | Lola-Ford     | Beck Motorsports        | 197    |            |
| 9                                                                               | Robbie Buhl (R)         | Lola-Ford     | Beck Motorsports        | 197    |            |
| 10                                                                              | Scott Sharp             | Lola-Ford     | A.J. Foyt Enterprises   | 194    | Ongeval    |
| 11                                                                              | Eddie Cheever           | Lola-Menard   | Team Menard             | 189    |            |
| 12                                                                              | Davey Hamilton (R)      | Lola-Ford     | A.J. Foyt Enterprises   | 181    |            |
| 13                                                                              | Michel Jourdain Jr. (R) | Lola-Ford     | Team Scandia            | 177    |            |
| 14                                                                              | Lyn St. James           | Lola-Ford     | Zunne Group             | 153    | Ongeval    |
| 15                                                                              | Scott Harrington (R)    | Reynard-Ford  | Harrington Motorsports  | 150    | Ongeval    |
| 16                                                                              | Arie Luyendyk           | Reynard-Ford  | Byrd/Treadway Racing    | 149    | Ongeval    |
| 17                                                                              | Buzz Calkins (R)        | Reynard-Ford  | Bradley Motorsports     | 148    | Mechanisch |
| 18                                                                              | Jim Guthrie (R)         | Lola-Menard   | Team Blueprint Racing   | 144    | Mechanisch |
| 19                                                                              | Mark Dismore (R)        | Lola-Menard   | Team Menard             | 129    | Mechanisch |
| 20                                                                              | Mike Groff              | Reynard-Ford  | Walker Racing           | 122    | Brand      |
| 21                                                                              | Fermín Vélez (R)        | Lola-Ford     | Team Scandia            | 107    | Brand      |
| 22                                                                              | Joe Gosek (R)           | Lola-Ford     | Team Scandia            | 106    | Mechanisch |
| 23                                                                              | Brad Murphey (R)        | Reynard-Ford  | Hemelgarn Racing        | 91     | Mechanisch |
| 24                                                                              | Tony Stewart (R)        | Lola-Menard   | Team Menard             | 82     | Mechanisch |
| 25                                                                              | Racin Gardner (R)       | Lola-Ford     | Team Scandia            | 76     | Mechanisch |
| 26                                                                              | Marco Greco             | Lola-Ford     | A.J. Foyt Enterprises   | 64     | Mechanisch |
| 27                                                                              | Stéphan Grégoire        | Reynard-Ford  | Hemelgarn Racing        | 59     | Brand      |
| 28                                                                              | Johnny Parsons          | Lola-Menard   | Team Menard             | 48     | Mechanisch |
| 29                                                                              | Johnny O'Connell (R)    | Reynard-Ford  | Cunningham Racing       | 47     | Mechanisch |
| 30                                                                              | Michele Alboreto (R)    | Reynard-Ford  | Team Scandia            | 43     | Mechanisch |
| 31                                                                              | John Paul Jr.           | Lola-Menard   | PDM Racing              | 10     | Mechanisch |
| 32                                                                              | Paul Durant (R)         | Lola-Buick    | ABF Motorsports         | 9      | Mechanisch |
| 33                                                                              | Johnny Unser (R)        | Reynard-Ford  | Project Indy            | 0      | Mechanisch |
| Gemiddelde snelheid : 238,112 km/h - Snelste ronde : Eddie Cheever, 379,97 km/h |                         |               |                         |        |            |
| Aantal neutralisaties : 10 (59 van de 200 ronden in totaal)                     |                         |               |                         |        |            |